# Louie Louie

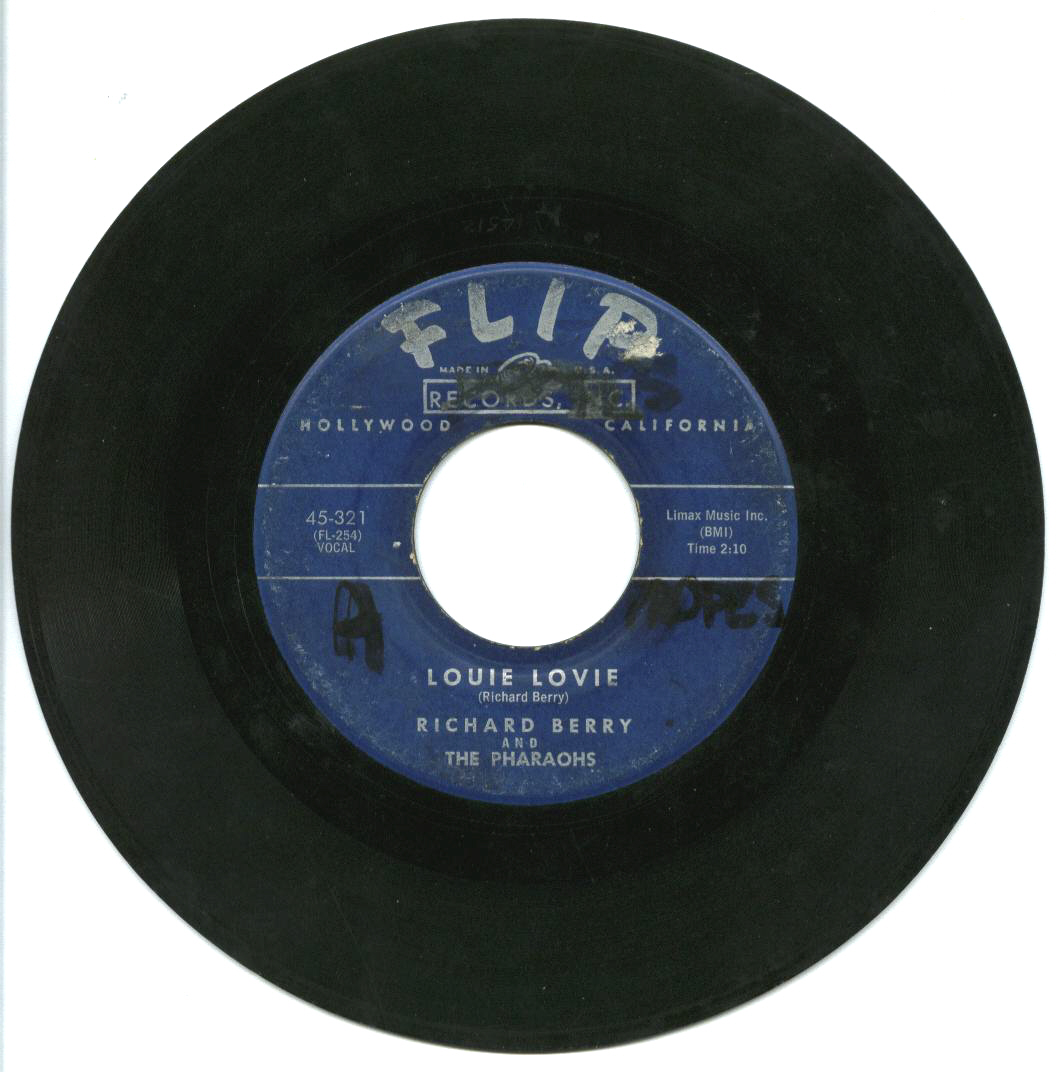
Disco Louie Louie de 45 rpm.

«Louie Louie» es una canción de rock and roll estadounidense escrita por Richard Berry en 1955. Con el paso del tiempo ha adquirido importancia en el mundo del pop y la música rock, consiguiendo que decenas de artistas grabasen esta canción. La canción fue escrita como una balada jamaiquina, en cuanto estilo y al parecer está directamente influenciada por el tema “El loco cha cha” compuesto por el cubano René Touzer. La canción nos cuenta en forma de coro en primera persona, la historia de un pescador jamaicano volviendo a la isla donde le espera su mujer. 
La versión más significativa fue grabada por The Kingsmen. Esta versión fue investigada por el FBI por presunta obscenidad en sus letras. La investigación terminó sin ninguna penalización.
Esta última versión fue colocada en el puesto 55 de las 500 mejores canciones de todos los tiempos según Rolling Stone.

## Versiones
Algunos artistas que han interpretado "Louie Louie":
- Paul Revere & The Raiders, sencillo (1963)
- The Kinks, en Kinksize Session (1964)
- The Beach Boys, en Shut Down Volume 2 (1964)
- Otis Redding, en Pain in My Heart (1964)
- The Ventures, en The Ventures a Go-Go (1965)
- Jan & Dean, en Command Performance - Live in Person (1965)
- The West Coast Pop Art Experimental Band, en Volume One (1966)
- Bobby Fuller Four
- The Sonics, en Boom (1966)
- The Troggs, en From Nowhere (1966)
- The Sandpipers, sencillo (1966)
- David Bowie
- Ike & Tina Turner
- Frank Zappa
- Grateful Dead
- The Iguanas
- MC5
- Toots & The Maytals (1972)
- The Flamin' Groovies, en Still Shakin' (1977)
- Patti Smith
- The Clash
- Black Flag
- Motörhead, sencillo (1979) (en la reedición de Overkill)
- The Kids, en Living in the 20th Century (1980)
- Barry White, en Beware! (1981)
- Stanley Clarke y George Duke, en The Clarke/Duke Project (1981)
- Maureen Tucker, en Playin' Possum (1981)
- Black Flag, sencillo (1981)
- The Sisters of Mercy
- The Beau Brummels
- Joint de Culasse
- Purple Helmets, en The Purple Helmets Ride Again' (1988)
- The Feelies
- Joan Jett, en I Love Rock 'n' Roll '92 (1992)
- Pow woW, em Regagner les plaines (1992)
- The Fat Boys
- The Outcasts, en Battle of the Bands Live! (1993)
- Iggy Pop, en American Caesar (1993)
- Robert Plant, en B.S.O. de Wayne's World 2 (1993)
- The Queers, en Shout at The Queers (1994)
- Kiss (MTV Unplugged) (1995)
- Howard Stern
- Leper House
- Demi Moore en la película Bobby (2006)
- Operation Ivy
- Los Stooges en la recoplación Heavy Liquid
- Fun People
- Johnny Thunders
- The Last, en Painting Smiles On A Dead Man (1983)
- Los Elegantes en Paso a paso (1985) y diversos directos posteriores, traducida como «Luisa se va»

### Black Flag (1981)
La banda Black Flag oriunda de Hermosa Beach, California y pioneros del género hardcore punk lanzan una versión de "Louie Louie" como sencillo en 1981 a través de la disquera Posh Boy Records. Este es el primer lanzamiento con Dez Cadena como cantante, reemplazando a Ron Reyes quien había dejado la banda años atrás. Cadena haría de nuevo de cantante en el Extended play Six Pack antes de pasar a tocar la guitarra rítmica y ser reemplazado en voz por el cantante Henry Rollins. Cadena improvisa una letra propia en "Louie Louie", dice cosas como "You know the pain that's in my heart/It just shows I'm not very smart/Who needs love when you've got a gun?/Who needs love to have any fun?" (es:"Ya sabes el dolor que hay en mi corazón/Eso demuestra que no soy muy inteligente/¿Quien necesita amor cuando lo tienes?/¿Quién necesita diversiertirse?") El sencillo incluye una precoz version de "Damaged I", la cual volvería a ser grabada con Henry Rollins para el álbum debut de la banda Damaged que se publicó más adelante ese mismo año. Un Demo de ambas canciones, grabadas con Cadena, fueron incluidas en el álbum recopilatorio de 1982 Everything Went Black.
Bryan Carroll de Allmusic le dio al sencillo cuatro estrellas dentro de las cinco, diciendo que "De los más de 1.500 compromisos de Richard Berry "Louie Louie" es para lustrar... los volálitles Black Flag's versionan la canción de forma imcomparable. No ajenos a la controversia de que la banda se encontraba en la era pre-Henry Rollins y pre era Sludge, mientras que el cantante Dez Cadena escupe su nueva redacción nihilista de las letras más incomprendidas de la historia del rock." Los dos temas del sencillo fueron incluidos en la compilación de 1983 The First Four Years, a "Louie Louie" también la incluyó la compilación de 1987 titulada Wasted...Again. Una versión en vivo de "Louie Louie", fue grabada con la alineación de 1985, y lanzada en el álbum en directo Who's Got the 10½?, con Rollins improvisando su propia lírica.

#### Lista de canciones
| Side A |               |                           |        |          |  |
| N.º    | Título        | Letras                    | Música | Duración |  |
| 1.     | «Louie Louie» | Richard Berry, Dez Cadena | Berry  | 1:17     |  |

| Side B |             |        |           |          |  |
| N.º    | Título      | Letras | Música    | Duración |  |
| 1.     | «Damaged I» | Cadena | Greg Ginn | 4:05     |  |